# Sukareja (Banjarharjo)
Sukareja is een bestuurslaag in het regentschap Brebes van de provincie Midden-Java, Indonesië. Sukareja telt 2882 inwoners (volkstelling 2010).